# クレア・ウィンザー (アルスター伯爵夫人)
アルスター伯爵夫人クレア・アレグザンドラ・ウィンザー（英: Claire Alexandra Windsor, Countess of Ulster、1977年12月28日 - ）は、イギリスの小児科医で、アルスター伯爵アレグザンダー・ウィンザーの妻。旧姓ブース（Booth）。
グロスター公爵リチャード王子の息子であるアルスター伯爵アレグザンダー・ウィンザーと2002年6月22日に結婚した。2007年にザン・ウィンザー、2010年にコジマ・ウィンザーを産んでいる。